# X век
X (деся́тый) век  по юлианскому календарю — век с 1 января 901 года по 31 декабря 1000 года. Это 10-й век 1-го тысячелетия.  Закончился 1025 лет назад.

## Основные события
- 904—963 — эпоха порнократии — период наибольшего разврата, подкупов и убийств римских пап.
- 906—920 — споры о легитимности 4-го брака византийского императора Льва VI Философа.
- 907—960 — Эпоха пяти династий и десяти царств в Китае. Империя Сун (960—1279).
- 909 — начало правления династии халифов Фатимидов на Ближнем Востоке (909—1171).
- 911 — скандинавы заселили северную Францию. Предводитель датчан Роллон получил в удел Нормандию.
- 911 — начало правления короля Германии Конрада I Франконского (911—918).
- 913 — Византийско-болгарская война (913—927)[англ.].
- 919 — начало правления германского короля Генриха I Птицелова (919—936), из Саксонской династии.
- 925 — возникло Королевство Хорватия, во главе с королём Томиславом I.
- 925—948 — споры о Гуго де Вермандуа, несовершеннолетнем архиепископе Реймса, сыне графа Хериберта II, закончившиеся Ингельхеймским Собором.
- 936 — в Германии началось правление короля Оттона I Великого, впоследствии, основателя и императора (с 962) Священной Римской Империи.
- 936—941 — Смута годов Дзёхэй и Тэнгё в Японии.
- 941—944 — Русско-византийская война.
- 955 — император Оттон I разгромил вторжение венгров в Центральную Европу (битва на реке Лех).
- 962 — Оттон I принял власть над Италией и императорскую корону, отстранив Иврейскую династию. Основал Священную Римскую империю.
- 966 — польский князь Мешко I принял христианство.
- 970—971 — Русско-византийская война.
- 977 — Газневидское государство (977—1186).
- 987 — Гуго Капет — 1-й король Франции, основатель королевской династии Капетингов.
- 999 — философ Герберт Орильякский избран папой Римским.
- Образование в Среднем Поволжье государства болгар со столицей в Булгаре.
- Возникновение еретического движения богомилов в Болгарии.
- Аджария входит в состав объединённой Грузии.
- Основание города Алжир на месте развалин римского поселения Икозиум.
- У населения Тонга появились первые государственные образования.
- Основание Дании.

## Русь
- Походы Руси против Византии (907 — Олег; 941-944 — Игорь; 970-971 — Святослав; 988 — Владимир).
- 912—945 — правление киевского князя Игоря Рюриковича.
- 945—960 — правление Великой княгини Ольги. Ольга приняла христианство (955).
- 945—972 — киевский князь Святослав Игоревич (начало самостоятельного правления ок. 961).
- 965 — Восточный поход Святослава, разгром Хазарского каганата.
- 978—1015 — правление киевского князя Владимира Святославича.
- 980 — Языческая реформа.
- 985/986 — поход Владимира на Хазарию и Волжскую Булгарию.
- 988 — Крещение Руси.

## Америка
- Тольтеки с севера вторглись в долину Мехико и основали города Тула и Туланкинго.
- Неподалёку от Чичен-Ицы возник город Майяпан, не испытавший влияния тольтеков.
- В правление девятого царя тольтеков Топилцина вследствие местных восстаний, иноземных вторжений и бедствий, вызванных голодом и чумой, царство тольтеков распалось, многие переселились на юг — в Табаско и Гватемалу, а оставшиеся растворились среди пришельцев.
- Первые контакты североамериканских индейцев и викингов на островах Ньюфаундленд, Гренландия и полуострове Лабрадор (Лейф Эрикссон).

## Изобретения, открытия
- Открытие Новой Зеландии полинезийцами.
- Заселение Восточной Полинезии (Маркизских островов и островов Туамоту).
- Астроном Ас-Суфи написал каталог 1017 звёзд.
- Ибн ан-Надим написал «Китаб аль-фихрист».

## Известные личности
- Аль-Хорезми (ок. 780 — ок. 850). Математик, астроном, географ и историк.
- Ас-Суфи, персидский астроном.
- Авиценна (980—1037) — персидский философ, учёный, врач, музыкант. Написал энциклопедию теоретической и клинической медицины «Канон врачебной науки», которая много веков была обязательным руководством для врачей в разных странах мира.
- Агапит II — Папа римский.
- Адальберон Ланский — епископ Лана, политический деятель.
- Адальберт Войцех Пражский — первый святитель пруссов, епископ Праги, католический святой.
- Анастасий III, Папа Римский.
- Александр, византийский император.
- Никифор Фока, византийский полководец и император.